# Lemma di Slutsky
Il lemma di Slutsky è una delle applicazioni del teorema di Slutsky, utilizzato in particolare per dimostrare che la continuità di una funzione {\displaystyle g:\mathbb {R} ^{k}\to \mathbb {R} } è condizione necessaria e sufficiente per la conservazione della convergenza in probabilità.

## Lemma

### Enunciato
Siano {\displaystyle X_{n}} e {\displaystyle X} variabili casuali k-dimensionali; considero {\displaystyle g:\mathbb {R} ^{k}\to \mathbb {R} } continua e ipotizzo che {\displaystyle X_{n}{\stackrel {p}{\rightarrow }}X}. Allora:
{\displaystyle g(X_{n}){\stackrel {p}{\rightarrow }}g(X)}

### Dimostrazione (caso unidimensionale)
Fisso {\displaystyle \varepsilon >0}. Considero un compatto {\displaystyle S} t.c. {\displaystyle P(X\notin S)\leq {\frac {1}{2}}\varepsilon }. Dunque: {\displaystyle P(X\in S)\geq 1-{\frac {1}{2}}\varepsilon }. Dal teorema di Heine-Cantor, so che una funzione continua su un compatto è anche uniformemente continua, cioè
{\displaystyle \forall \eta >0,\exists \delta >0}  t.c. se {\displaystyle \{X\in S,|X-Y|\leq \delta \}} allora  {\displaystyle \{|g(X)-g(Y)|<\eta \}}.
Per ipotesi so che {\displaystyle X_{n}{\stackrel {p}{\rightarrow }}X}, cioè
{\displaystyle \exists n_{0}} t.c. {\displaystyle \forall n\geq n_{0}}, {\displaystyle P(|X_{n}-X|<\delta )\geq 1-{\frac {1}{2}}\varepsilon }
Ora
{\displaystyle P(|X_{n}-X|<\delta )=P(|X_{n}-X|<\delta ,X\in S)+P(|X_{n}-X|<\delta ,X\notin S)\leq }
{\displaystyle \leq P(|X_{n}-X|<\delta ,X\in S)+P(X\notin S)\leq P(|X_{n}-X|<\delta ,X\in S)+{\frac {1}{2}}\varepsilon }
Dunque
{\displaystyle P(|X_{n}-X|<\delta ,X\in S)\geq 1-\varepsilon }
e quindi, per l'uniforme continuità
{\displaystyle P(|g(X_{n})-g(X)|<\eta )\geq 1-\varepsilon }
cioè
{\displaystyle g(X_{n}){\stackrel {p}{\rightarrow }}g(X)}
che è la tesi.